# Jacques Cassard
Pour les articles homonymes, voir Cassard.
Jacques Cassard, né le 30 septembre 1679 à Nantes et mort le 21 janvier 1740 dans la forteresse de Ham, après quatre ans de détention, est un marin et un corsaire français des XVIIe et XVIIIe siècles. Il est moins connu que son ami René Duguay-Trouin et que son célèbre cousin Robert Surcouf. Maître de l'abordage, Jacques Cassard se distingue par l'audace avec laquelle il capture les navires marchands sur les côtes de l'Angleterre ; il s'illustrera également en escortant des convois en Méditerranée et dans les Antilles. Ruiné et souffrant du manque de reconnaissance dont il était victime, il s'emporte contre le cardinal de Fleury à qui il était venu réclamer justice ; il termine sa vie en prison.

## Biographie

### Origines et jeunesse
Né le 30 septembre 1679 dans une famille de « marchands à la Fosse », des négociants armateurs nantais, Jacques Cassard est huitième enfant de Guillaume Cassard, marchand ou négociant armateur, et de Jeanne Drouard. Il perd son père alors qu'il est encore jeune, la famille étant sans ressources, sa mère obtient qu'il s'embarque sur un terre-neuva, et qu'il participe à des campagnes de pêche au large des Grands Bancs. Il entre dans la marine à l'âge de 14 ans sur l'un des navires marchands (caboteur côtier) appartenant à son oncle, le Dauphin de Cayenne. 
Le 7 janvier 1697, à l'âge de dix-sept ans, il fait partie de la flotte française qui quitte Brest en direction de l'Amérique du Sud. Il reçoit le commandement de la canonnière L'Éclatante et prend part à l'expédition de Carthagène, sous les ordres du chef d'escadre de Pointis. Isolé du reste de la flotte française, lors de la traversée de l'Atlantique, il parvient néanmoins à rejoindre les navires de Pointis à Saint-Domingue, le point de rendez-vous convenu avant le départ. Sur place ils sont rejoints par des flibustiers, commandés par Jean-Baptiste du Casse, le gouverneur de l'île. Au cours de cette expédition, il se distingue particulièrement. Il commande les galiotes de bombardement qui font taire l'artillerie de la place, et, quand une brèche est ouverte, on le voit monter le premier à l'assaut, à la tête d'un corps de flibustiers de Saint-Domingue. Il rentre à Brest le 29 septembre 1697, et est mentionné dans le rapport que de Pointis envoie à la Cour à Versailles.

### La guerre de course
Le 25 mai 1700, Cassard accède au rang de capitaine de corvette et à bord du Laurier, armé de six canons par son beau-frère Drouard, il part faire du cabotage aux Indes occidentales (Antilles). Sur place il effectue plusieurs prises, un brick britannique, le William Duncan, chargé de rhum et de sucre, deux Indiamen néerlandais et trois navires marchands anglais. Le brick, plus lourdement armé que le navire corsaire et disposant d'un équipage plus nombreux, se défend avec acharnement. Son capitaine et onze hommes d'équipage sont tués pendant le combat, alors que Cassard en perd dix-huit.
L'année suivante, la guerre de Succession d'Espagne éclate. Louis XIV, informé des exploits passés du marin, lui octroie le grade de lieutenant de frégate et une gratification de 2 000 livres,. Il se convertit alors à la guerre de course. En juin 1705, il devient capitaine du navire corsaire le Saint-Guillaume. Sa première sortie, le 27 juin est un échec et il doit rentrer à Brest pour ravitailler, mais les suivantes seront couronnées de succès. En mars 1706, il repart de Saint-Malo et met les voiles vers Kinsale, dont il s'approche sous pavillon anglais, une ruse courante chez les corsaires. Pris pour un garde côte, il s'approche de six navires de commerce anglais, auxquels il rançonne la somme de 650 £, avant de rentrer désarmer à Brest, le 6 avril. Ces petites prises au sud des côtes de l'Irlande, sont bientôt suivies de succès plus importants. Dans les mois qui suivent, il capture douze navires marchands dans le port de Cork en Irlande et pille la ville. Deux ans après, il avait capturé treize navires marchands supplémentaires avec le Duchesse Anne, 16 canons et 104 hommes d'équipage. Ces vaisseaux sont vendus, par l'Intendant de la Marine à Saint-Malo, pour le compte de Cassard, pour la somme de 37 000 livres. 
Redoutable manœuvrier, le nombre et l'abondance de ses prises finissent par le rendre célèbre, autant que son respect des lois. Son oncle janséniste, l'abbé Nicolas Cassard, lui aurait enseigné, très jeune, le sens du devoir. Lorsqu'il est condamné à payer des amendes, il les paye sans discuter. Il est vrai que ses activités lui rapportent alors beaucoup d'argent et sa famille, d'origine modeste, connait à l'époque une certaine aisance.
Il reçoit, à Dunkerque, le commandement du Jersey (en), 40 canons, une frégate du roi capturée aux Anglais en 1691 et armée notamment par René Montaudouin, avec lequel il prend six navires de commerce et en pille trente-trois autres en septembre 1708 au large des Sorlingues,,. 

#### Escorteur en Méditerranée
Mais le roi de France a besoin de corsaires en mer Méditerranée pour escorter les convois de blé en provenance d'Afrique, harcelés par les Anglais. La Provence étant, à l'époque, proche de la famine. Promu commandant en 1709, Cassard se rend en Méditerranée avec seulement deux navires, L'Éclatant (68 canons) et Le Sérieux. La municipalité de Marseille le charge d'escorter un convoi de nourriture de 25 bateaux depuis Tabarka en Tunisie (plus vraisemblablement que depuis l'île de Tabarca en Espagne). Malgré le peu d'attrait que présente pour lui ce genre de mission, il s'y rend, évite les barbaresques, mais pas la marine anglaise. Le 29 avril, à hauteur de Bizerte, il est assailli par quinze navires anglais. Aux commandes de L'Éclatant, et avec le soutien du Sérieux, il prend l'initiative et attaque l'escadre au canon. Il coule cinq des quinze navires et contraint les autres à se replier sur Malte pour réparations, permettant au convoi d'atteindre sans risque Marseille. 
Cependant, L'Éclatant ne sort pas indemne de l'accrochage et il doit faire face à huit voies d'eau. Pendant qu'il répare, les 25 navires destinés au ravitaillement de Marseille poursuivent leur route et arrivent à bon port. Deux jours plus tard, il atteint Marseille et réclame son « droit d'escorte ». En vain, les échevins de la ville lui refusent au prétexte que les navires sont arrivés seuls. Pour obtenir son dû, il intente un procès, mais c'est là encore peine perdue. Il finit par être reçu par le ministre qui le félicite et lui octroie le brevet de capitaine de brûlot (juin 1709). Il refuse une première fois la Croix de Saint-Louis, qu'il estime ne pas mériter.
Malgré cette mésaventure, il accepte l'année suivante, d'escorter un nouveau convoi en Méditerranée. À la demande de Pontchartrain, il est placé — par l'Intendant de la Marine à Toulon, Monsieur d'Aligre de Saint-Lié — à la tête d'une escadre comportant Le Parfait (74 canons), Le Toulouse, Le Sérieux (58 canons), La Sirène (60 canons) et Le Phoenix, chargée de se porter au secours d'un convoi de 84 bateaux de Smyrne, en Turquie, qui était bloqué à Syracuse par une flotte britannique. Au cours de la bataille de Syracuse du 9 novembre 1710, il capture le HMS Pembroke (en), 64 canons, commandé par le capitaine Charles Constable, alors que Le Sérieux obtient la capitulation du HMS Falcon, 36 canons. Le convoi peut alors atteindre Toulon, le 15 novembre. Cassard est nommé capitaine de frégate en janvier 1711, mais ses ennuis avec les commanditaires marseillais continuent et il est mal payé pour les risques qu'il prend. Alors qu'il vient de sauver un convoi estimé à 8 millions de livres tournois, ces derniers refusent toujours de lui payer les 10 000 livres qu'il leur réclame depuis l'année passée.

#### Le blocus de Catalogne
Appelé à l'aide par le duc de Vendôme, en Catalogne où il est soumis à un blocus, Cassard s'y rend en rompant le blocus et avance pour ce faire 200 000 livres de sa poche. Reconnaissant, le duc de Vendôme le remercie, mais ne lui paye ni les 200 000 livres ni les quinze jours d'escorte. Cassard ne reverra jamais cette somme, qui sera par la suite la cause de son emprisonnement.
En 1711, Cassard escorte un dernier convoi de 43 bateaux de ravitaillement pour la ville espagnole de Peñíscola. Mais, il rêve de nouveaux horizons, de gloire et de mers chaudes, d'autant plus que Duguay-Trouin s'est couvert de gloire en prenant Rio de Janeiro, cette année-là.

#### Les Antilles
Le 2 décembre 1711, il obtient du roi le commandement d'une escadre de trois vaisseaux et de cinq frégates et embarque une expédition durant laquelle il pille des colonies anglaises, néerlandaises et portugaises au Cap-Vert et dans les Caraïbes. Pendant vingt-sept mois, il pille et rançonne des navires ennemis. Il s'empare notamment du fort de Praia sur l'île de Santiago au Cap-Vert

« Il ruina complètement Santiago, entrepôt du commerce des Portugais avec la côte occidentale d'Afrique. Il y fit un si grand butin, à ce que disent les Mémoires du temps, que, pour ne pas surcharger son escadre, il dut en abandonner une partie, qu'on évalua à plus d'un million de francs. »

Il fait escale à la Martinique pour réparations, et dépose les butins enlevés au Cap-Vert. Les flibustiers de Saint-Domingue qui n'avaient pas oublié ses actions pendant le siège de Carthagène viennent le trouver et demandent à se joindre à lui. À la tête d'une petite flotte, il s'empare des îles anglaises de Montserrat et d'Antigua avant de se diriger vers les possessions néerlandaises de Suriname qu'il assiège et qu'il prend. Le gouverneur de la place lui propose de racheter l'établissement, ce que Cassard accepte et fixe le montant de la rançon à 2 400 000 livres. 
Après avoir également mis à contribution Berbice et Askebe (ou Essequibo), deux autres établissements de la Guyane néerlandaise, Cassard rentre encore une fois à la Martinique, sous les acclamations des colons français, émerveillés de voir s'accumuler dans leur port tant de richesses enlevées aux ennemis de la patrie. Mais Cassard ne devait pas s'en arrêter là et il met les voiles vers l'île de Saint-Eustache, appartenant également aux Néerlandais, qu'il rançonne de la même manière que les établissements du Suriname.
Enfin, il se met en tête d'attaquer Paramaribo et Curaçao,. Curaçao, était un établissement plus considérable et plus riche, que les précédents, mais également bien mieux défendu. Cette expédition dans les Antilles est un succès total; et, après une nouvelle escale à la Martinique, il rentre en France avec un butin estimé à dix millions de livres.

### Retour en France
Il est promu capitaine de vaisseau en novembre 1712 mais la paix d'Utrecht, signée entre les royaumes de France, de Grande-Bretagne et d'Espagne en avril et juillet 1713, l'oblige à mettre fin à cette vie de corsaire. En 1718, il est fait chevalier de l'ordre de Saint-Louis. En 1716, il arme pour la course la frégate l'Argonaute, qui vient d'être radoubée à Brest, en, 1715
Mais, sur le butin considérable qu'il a ramené des Antilles, Jacques Cassard n'a pratiquement rien touché; et ces promotions, symboliques, lui permettent à peine de subsister. Aussi, il se met en tête de demander réparation pour les frais qu'il a engendrés lors de ses expéditions au service du Roi et des armateurs marseillais. Peut-être y serait-il parvenu sans l'orgueil et le mauvais tempérament qui le caractérisaient. Dans son Histoire des marins illustres, Louis-Nicolas Bescherelle écrit :

« On prétend qu'il fut lui-même l'artisan de son infortune par la dureté et la sauvagerie de son caractère ; c'est-à-dire qu'on donne pour excuse de l'injustice dont il fut victime le résultat même de cette injustice. On avait rendu à cet homme, dont la carrière avait été pleine de dévouement, l'humanité haïssable, et on lui faisait un crime de sa misanthropie! Le ministre Maurepas, pour mettre un terme à ses incessantes et légitimes réclamations, s'avise un jour de lui offrir une maigre pension sur je ne sais quel produit des fermes.

— “Gardez votre aumône, répondit-il fièrement à une offre si peu généreuse et si peu décente ; je n'en veux pas. Je ne veux pas que,' sous titre de faveur ou de rémunération, on me donne des dépouilles du peuple. Je me suis ruiné pour le service du roi; je demande seulement que le roi me rembourse les trois millions que j'ai avancés pour lui.” 

Le ministre le congédia comme un ingrat ou un maniaque. »

### La misère et l'oubli

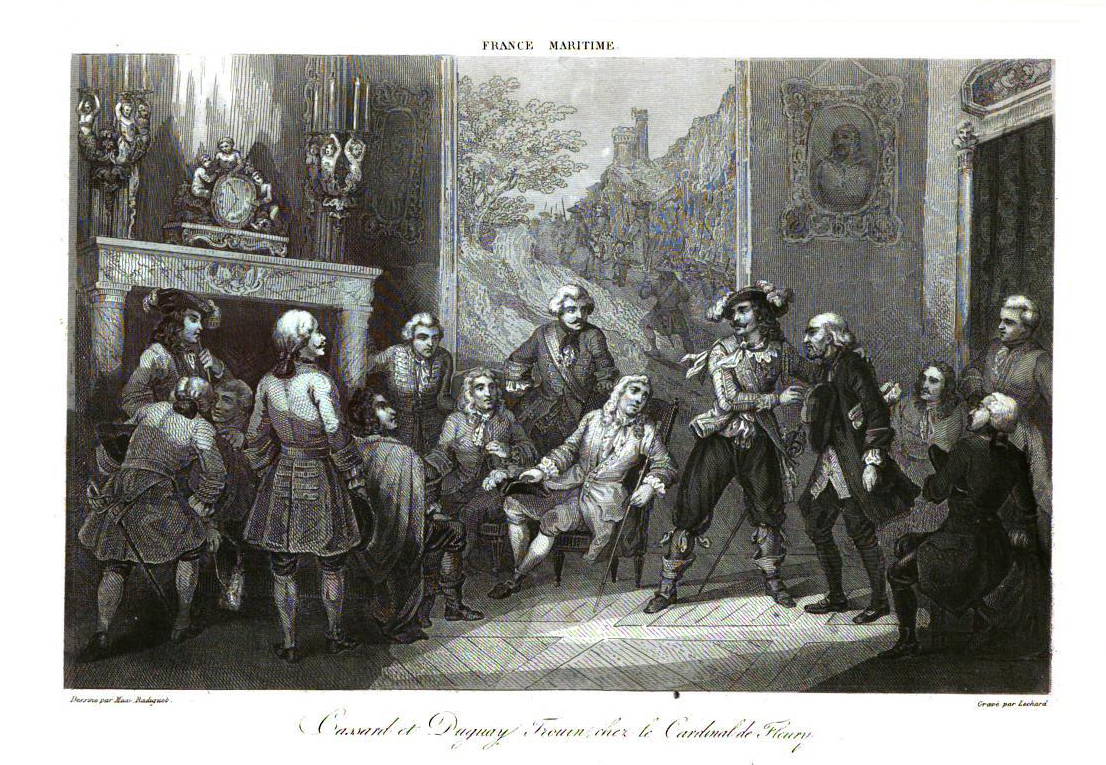
René Duguay-Trouin et Jacques Cassard chez le cardinal de Fleury.

Ruiné et fatigué par le manque de reconnaissance dont il est victime, il se rend tous les jours dans l'antichambre du cardinal de Fleury pour plaider sa cause. À cette époque, il vit misérablement à Paris avec l'argent que lui envoient ses deux sœurs restées à Saint-Malo.
En plus de devoir affronter cette situation humiliante, il doit faire face aux regards moqueurs des courtisans. Un matin du mois de mars 1728, alors que Cassard patiente à son habitude dans l'antichambre du ministre, il rencontre le non moins célèbre corsaire Duguay-Trouin, qui sentant l'injustice vécue par Cassard, s'exclame devant l'assistance :
« Vous ne connaissez pas cet homme, messieurs? Tant pis pour vous! C'est le plus grand homme que la France ait à présent : c'est Cassard! Je donnerais toutes les actions de ma vie pour une des siennes. Il n'est pas connu ici, mais il est craint et redouté chez les Portugais, chez les Anglais, chez les Hollandais dont il a ravagé les possessions en Afrique et en Amérique. Avec un seul vaisseau il faisait plus qu'une escadre entière. »,,,
Jacques Cassard se retire définitivement en 1731.

### L'emprisonnement et la mort
En 1736, Jacques Cassard va réclamer justice au Cardinal de Fleury, précepteur et principal ministre du roi Louis XV, ainsi que les sommes qui lui étaient dues. Mais son caractère fier n'arrange en rien la situation. Il se heurte à l'attitude hautaine du diplomate. Hors de lui, il insulte (et bouscule ?) le ministre. Déclaré fou, il est interné dans la forteresse de Ham dans la Somme, où il meurt après quatre ans de détention. 
Il décède le 21 janvier 1740, à l'âge de 60 ans, quatre ans après la mort de Duguay-Trouin. Il est enterré le lendemain dans la paroisse Saint-Martin de Ham.

## Hommages

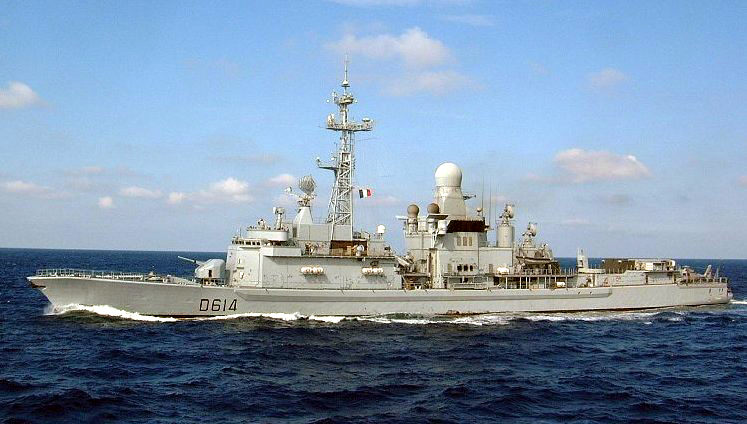
Frégate anti-aérienne Cassard.

- Onze bâtiments de la Marine nationale française ont porté - au moins temporairement - le nom de  Cassard[25].

1. Un vaisseau de 74 canons (1795-1806)
2. Un vaisseau de 86 canons (1803-1815)
3. Un brick de 20 canons (1832-1850)
4. Une corvette à hélice (1846-1882)
5. Un aviso de 1re classe (1859-1879)
6. Un aviso de 1re classe (1866-1894)
7. Un croiseur protégé (1896-1924)
8. Un cargo construit en Angleterre et réquisitionné pendant la deuxième guerre mondiale.
9. Un contre-torpilleur type Vauquelin (1931-1942)
10. Un escorteur d'escadre (D623) (1953-1974)
11. Une frégate antiaérienne Cassard (D614) (1985-2019)

- Un lycée de Nantes porte le nom de Lycée professionnel maritime Jacques Cassard
- Un ancien quai des bords de l'Erdre porte aussi son nom à Nantes, devenu allée Cassard, situé le long du cours des 50-Otages
- Une chanson sur l'album Marines du groupe Tri Yann s'intitule : L'épopée de Monsieur Cassard[26].
- Un monument a été inauguré le 13 octobre 1979 rue de l'Hermitage à Nantes pour célébrer le tricentenaire de sa naissance[27].
- Un groupe de scouts marins de l'association des Scouts et Guides de France porte son nom, la 1re marine de Nantes[28].